# Abu'l-Fawaris Muhammad ibn Nasir al-Dawla

Árbol genealógico de la dinastía hamdaní

Abū'l-Fawāris Muḥammad ibn Nāṣir al-Dawla fue un príncipe hamdánida que sirvió a su tío Sayf al-Dawla, emir de Alepo, en calidad de gobernador y general.
Ibn Nasir al-Dawla era uno de los hijos de Nasir al-Dawla, el emir hamdaní de Mosul. En el 947/948, su tío, Sayf al-Dawla, le nombró gobernador de su capital, Alepo. Al año siguiente, dirigió una expedición contra el ejército bizantino que talaba la comarca de Antioquía; el general bizantino León Focas el Joven lo venció y le infligió copiosas bajas.
En 959 encabezó otra campaña contra los bizantinos, pero fue apresado con todos sus oficiales y séquito por León Focas. Permaneció cautivo hasta el intercambio de prisioneros que se hizo en Samósata el 23 de junio de 966; fue entonces liberado junto con otros prisioneros hamdaníes, entre ellos el célebre poeta Abú Firas al-Hamdaní.